# Balada (canção)
"Balada" (também conhecida como "Balada (Tchê Tchererê Tchê Tchê)" e "Balada Boa") é um single do cantor brasileiro Gusttavo Lima. A canção está presente no seu segundo álbum ao vivo, Gusttavo Lima e Você. O cantor definiu a música como "imprópria" e disse que, inicialmente, não havia pensado em gravá-la. "Balada" já recebeu um prêmio da Top 40 Awards em Amsterdã na Holanda.
A canção foi escrita por Cássio Sampaio e tem a produção de Dudu Borges. Foi lançada digitalmente em 2012 em todo o mundo através da iTunes Store e Amazon. Obteve críticas apenas razoáveis, por ser uma faixa, inicialmente, não muito impactante. As críticas se referiram sobretudo ao refrão da canção.
Todavia, o single se tornou o maior sucesso na carreira do cantor, sendo comparado a "Ai, Se Eu Te Pego", de Michel Teló, por também fazer sucesso fora do país. Alcançou a terceira posição no Brasil, além de ter entrado no Top 10 dos Países Baixos e da Bélgica e no ranking das 25 primeiras posições na França.

## Antecedentes e composição
A música foi lançada sem estar adicionada em nenhum álbum do cantor. O próprio definiria a canção de forma negativa, tendo, inclusive, se recusado a gravá-la inicialmente. Mas ela, eventualmente, se tornou um hit, alcançando o Top 10 da Billboard Brasil. Segundo o cantor, foi seu empresário, Marquinhos, quem insistiu para que ele colocasse a canção no álbum.
Em uma entrevista, o cantor foi perguntado sobre o que ele achava das críticas negativas. Ele respondeu dizendo que não se importava, pois elas sempre acabam vindo. "Não importa se você faz a melhor coisa do mundo, sempre terá alguém pra criticá-lo. Costumo dizer que faço músicas para meus fãs gostarem e não para a mídia". O cantor ainda informou que estava gravando uma versão em espanhol para a canção, com refrão fácil e ritmo dançante. A revista Veja afirmou que uma versão em espanhol poderia até ser feita, mas em inglês não seria preciso, porque o refrão "tchê tchererê tchê tchê" já não fazia mesmo o menor sentido.
O cantor Gusttavo Lima afirmou que esta canção foi a mais diferente que já gravou desde seu primeiro álbum. A música deriva de música sertaneja, com elementos de música pop e sertanejo universitário, mas, segundo o produtor da canção, Dudu Borges, a música não tem um ritmo específico: pode até ser considerado uma música pra brincar e se divertir.

## Recepção da crítica
"Balada" recebeu críticas mistas. Marcus Vinícius, do portal Terra, elogiou o trabalho do cantor, afirmando que "mesmo a música indo totalmente no caminho contrário da maioria das canções do disco, ela tem uma produção admirável, além de um ritmo cativante". Vinícius também criticou-a por não ser um bom exemplo de letra bonita, mas discordou do cantor em dizer que a canção é "horrível". Odair Braz Júnior, do portal R7, em uma crítica negativa, afirmou que "o ritmo musical contém uma mistura estranha que ninguém sabe identificar se é sertanejo, forró ou axé". Descreveu a música como "uma farofa e um dos piores refrões da história da música brasileira".
Um redator do site Visto Livre disse que "logo após a canção ser lançada, estava sendo muito criticada pela mídia por não ter um bom exemplo de letra, assim como aconteceu com a música "Ai, Se Eu Te Pego" de Michel Teló. Mas quem disse que eles querem ter um bom exemplo de letra? As duas conquistaram o mundo inteiro, será que apenas os brasileiros têm um bom gosto?"

## Prêmios e indicações
| Ano  | Prêmio                        | Categoria     | Resultado |
| ---- | ----------------------------- | ------------- | --------- |
| 2011 | Melhores do Movimento Country | Hit do Ano    | Indicado  |
| 2011 | Melhores do Ano               | Música do Ano | Indicado  |

## Divulgação

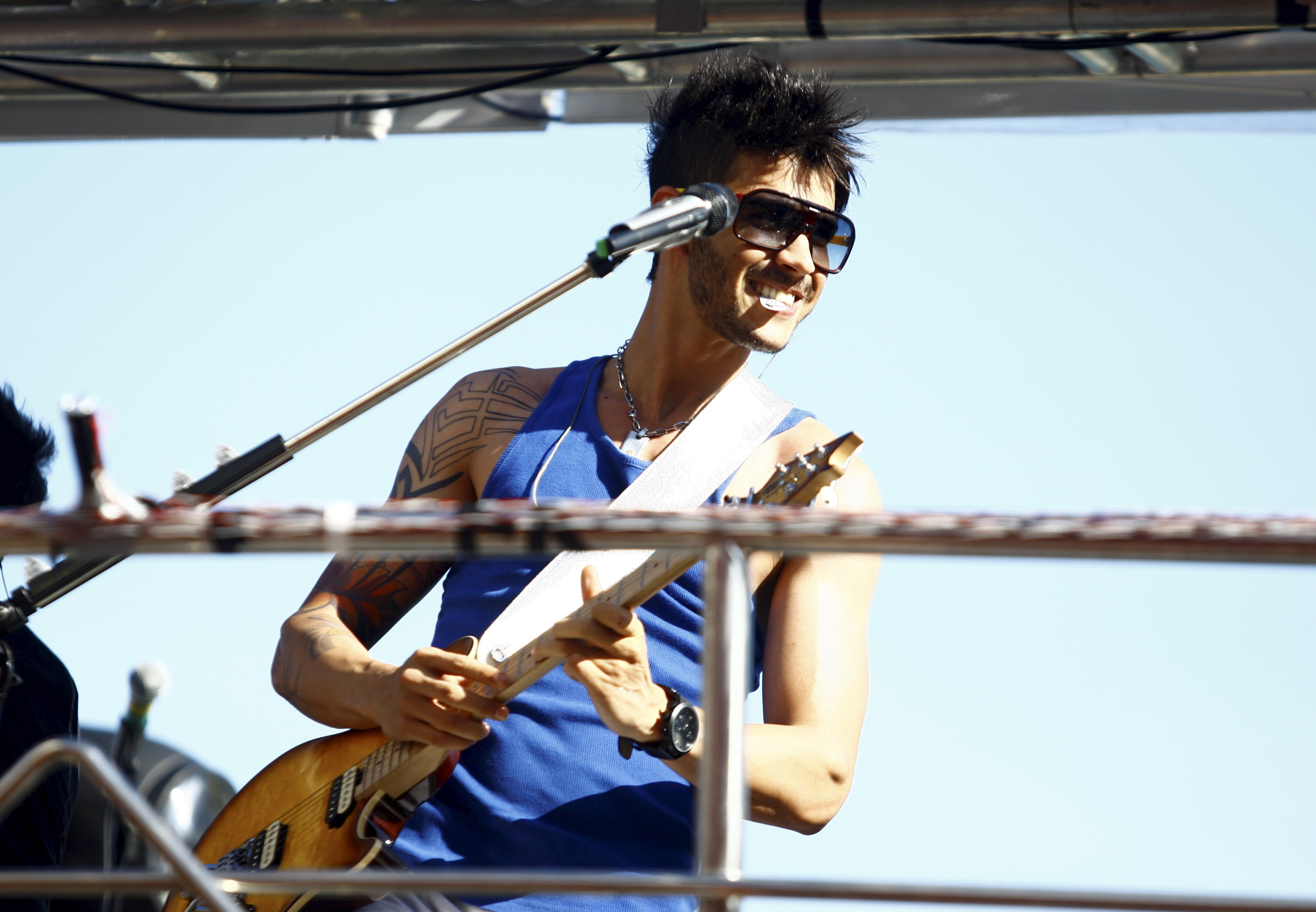
Gusttavo Lima no Bloco Fecundança, no Circuito Dodô, na Bahia, em fevereiro de 2012

O cantor apresentou a canção no dia 10 de julho de 2011 no programa televisivo Domingo Legal, juntamente com as canções "Inventor dos Amores" e "Cor de Ouro". As mesmas foram interpretadas no programa Domingão do Faustão, no dia 20 de novembro de 2011, e no programa Altas Horas, no dia 21 de janeiro de 2012. Posteriormente, Lima iniciou uma série de shows fora do Brasil, iniciando suas apresentações em Pompano Beach, na Flórida, no dia 12 de janeiro de 2012. Na sequência, fez shows em Atlanta, Geórgia, Newark, New Jersey e, para finalizar a tour, em Revere, em Minnesota, no dia 15.
A canção também foi apresentada nos festivais musicais Universo Sertanejo e no Country Music Festival. O cantor executou a canção no 19º Aniversário do Siriguella, no Ceará, para mais de 30 mil pessoas. Realizou mais de 250 shows de 2011 a 2012 e, em vários destes shows, ele executou a canção mais de três vezes a pedido dos fãs. Lima disse que planejava uma nova turnê por ter ficado mais conhecido fora do Brasil com o sucesso da canção "Balada", e para divulgar a canção. Até o momento, dois shows foram confirmados: no Hard Rock Café, em Orlando, e o outro, no Rodeio de Boston.

## Videoclipe
O vídeo da música "Balada" foi dirigido por Anselmo Trancoso e editado por André Jacques e Leandro Camargo. Foi filmado em Patos de Minas, em Minas Gerais, na Festa Nacional do Milho, em 3 de junho de 2011. Teve um público de 60 000 pessoas. A gravação contou com uma megaestrutura, contando com helicóptero, uma equipe de 267 pessoas, telões e luzes de alta tecnologia. "Balada" já passa de 18 milhões de visualizações na rede YouTube.

## Desempenho nas tabelas musicais
Na semana que terminou em 21 de abril de 2012, a canção estreou no número 28 na Holanda. Na semana seguinte, alcançou a terceira posição. O single alcançou a primeira posição na região Flandres, da Bélgica e a posição de número 5 na Valônia, região sul do mesmo país. Nas paradas oficiais do Brasil, Billboard Brasil Hot 100 e Billboard Brasil Hot Popular, o número atingiu os picos da terceira e primeira posição respectivamente. Na parada francesa fornecida pelo Syndicat National de l'Édition Phonographique, a música estreou na 48ª posição, tendo um pico na 14ª posição. Na compilação espanhola Promusicae, o número atingiu a 23ª posição. Desempenhou-se na terceira posição no gráfico sueco Switzerland Singles Chart.

## Desempenho nas paradas
| Paradas (2011–2012)                             | Melhor posição |
| ----------------------------------------------- | -------------- |
| O campo songid é OBRIGATÓRIO PARA PARADA ALEMÃ  | 3              |
| Áustria (Ö3 Austria Top 75)                     | 2              |
| Bélgica (Ultratop 50 de Flandres)               | 1              |
| Bélgica (Ultratop 50 da Valônia)                | 2              |
| Brasil (Billboard Hot 100)                      | 3              |
| Brasil (Billboard Hot Popular Songs)            | 1              |
| Eslováquia (Rádio Top 100)                      | 13             |
| Espanha (PROMUSICAE)                            | 9              |
| Estados Unidos (Billboard Hot Latin Songs)      | 2              |
| Estados Unidos (Billboard Latin Pop Songs)      | 2              |
| Estados Unidos (Billboard Tropical Airplay)     | 1              |
| Estados Unidos (Billboard Heatseekers Songs)    | 22             |
| Finlândia (Suomen virallinen lista)             | 19             |
| França (SNEP)                                   | 1              |
| Honduras (Honduras Top 50)                      | 1              |
| Hungria (Dance Top 40)                          | 5              |
| Israel (Media Forest)                           | 9              |
| Itália (FIMI)                                   | 1              |
| Luxemburgo (Billboard Luxembourg Digital Songs) | 1              |
| México (Billboard Espanol Airplay)              | 28             |
| Moldávia (Media Forest)                         | 8              |
| Mundo (Billboard World Digital Songs)           | 3              |
| Países Baixos (Dutch Top 40)                    | 1              |
| Países Baixos (Single Top 100)                  | 1              |
| Polónia (Dance Top 50)                          | 1              |
| Portugal (Billboard)                            | 5              |
| República Checa (Rádio Top 100)                 | 7              |
| Roménia (Romanian Top 100)                      | 4              |
| Suécia (Sverigetopplistan)                      | 33             |
| Suíça (Schweizer Hitparade)                     | 1              |
| Venezuela (Record Report Top Latino)            | 9              |

| Paradas (2011)                             | Melhor posição |
| ------------------------------------------ | -------------- |
| Brasil (Billboard Hot 100)                 | 12             |
| Paradas (2012)                             | Melhor posição |
| Alemanha (Media Control Charts)            | 22             |
| Austrália (Ö3 Austria Top 40)              | 14             |
| Bélgica (Ultratop 50 Flanders)             | 2              |
| Bélgica (Ultratop 50 Wallonia)             | 12             |
| Brasil (Billboard Hot 100)                 | 37             |
| Espanha (PROMUSICAE)                       | 28             |
| Estados Unidos (Billboard Hot Latin Songs) | 48             |
| Estados Unidos (Billboard Latin Pop Songs) | 15             |
| França (SNEP)                              | 14             |
| Itália (FIMI)                              | 2              |
| Países Baixos (Dutch Top 40)               | 5              |
| Países Baixos (Single Top 100)             | 3              |
| Polónia (ZPAV)                             | 10             |
| Suíça (Schweizer Hitparade)                | 6              |

### Vendas e certificações
| Alemanha (BVMI) | Platina    | 300,000^ |
| Áustria (IFPI) | Platina    | 100,000^ |
| Bélgica (BEA) | Platina    | 30,000^  |
| Itália (FIMI) | 5× Platina | 150,000* |
| Países Baixos (NVPI) | 2× Platina | 50,000^  |
| Suíça (IFPI Schweiz) | 2× Platina | 60,000*  |
| *número de vendas baseado na certificação ^ figuras embarques com base apenas na certificação ºnúmeros não especificados baseando-se apenas na certificação |            |          |

 
|}

## Histórico de lançamento
| País    | Data                  | Formato          |
| ------- | --------------------- | ---------------- |
| Bélgica | 21 de janeiro de 2012 | download digital |
| Espanha | 21 de janeiro de 2012 | download digital |